# Villanueva de Alcorón
Villanueva de Alcorón es un municipio y localidad española de la provincia de Guadalajara, en la comunidad autónoma de Castilla-La Mancha. El término municipal tiene una población de 148 habitantes (INE 2024).

## Toponimia
Sobre el origen del nombre existen diferentes teorías en lo que se refiere a Alcorón mientras que sobre Villanueva no existe duda en que se debió a un traslado de la villa desde un área de vega al cerro desde donde ahora se extiende y que culmina en su punto más alto en la Plaza Mayor. 
En cuanto al apellido del pueblo existen dos teorías principales:
Alcorón como derivado del árabe al-krn o los cuernos debido a la supuesta actividad ganadera que se debió dar en tiempos, aunque otros los atribuyen a su abundante caza mayor la cual sigue siendo muy rica en la actualidad.
La otra teoría se basa en documentos históricos como mapas antiguos en que junto a la villa de Zahorejas (forma antigua de escribir Zaorejas) aparece el municipio de El Corán. 
Probablemente viene de alcor, lugar elevado, barbacana.
También puede venir del antiguo poblado romano carae, que sitúan los historiadores por los alrededores.

## Geografía
Villanueva de Alcoron es el pueblo más grande de la comarca aunque no ejerce como cabecera de ella, es el pueblo con mayor superficie agrícola de los alrededores las cuales llegan hasta la provincia de Cuenca hacia el sur, limitando con los términos vecinos de El Pozuelo, Carrascosa y Valsalobre. Hacia el Este linda con el término de Zaorejas (y con su pedanía Huertapelayo) en un área de pinar conocida como el Palancar en la cual se extraen losas para la construcción y el paraje del Escambronal y la Carrera del Caballo junto a la carretera de Peñalén, esta zona está salpicada de simas, entre ellas está la Sima de Alcorón, uno de los principales atractivos turísticos de la zona. Hacia en norte y el oeste limita con los términos de Armallones, Valtablado del Río, Arbeteta y El Recuenco toda esta zona poblada también de frondosos bosques aunque con cierto aprovechamiento ganadero en algunas zonas. En el siglo XIX se mencionan los «buenos montes de pino albar, encina y roble» existentes en el término.
Geográficamente estamos por el centro de la península ibérica, en la cuenca del Alto Tajo y asomados a la del Guadiela. A una altitud media de 1250 m sobre el nivel del mar (la plaza está a 1271 m). El punto más alto del término está por la Hoya Cifrian con 1381 m y la más baja a ambos lados de la Solana de los Lirios en la mojonera con Arbeteta con 1120 m.
Geológicamente nos encontramos en algo que podríamos denominar una muela, estimo que la de mayor dimensión de toda la comarca, entre el Tajo y el Guadiela. Las muelas son las altiplanicies que quedan entre los valles profundos que conforman los ríos de esta zona. Estamos en un terreno cárstico que ocupa una buena parte de las provincias de Guadalajara, Cuenca y Teruel. 
Parajes característicos de la zona son la Sima de Alcorón, La Veguilla, La Carrera del Caballo, El Palancar, El Hoyo, Las Hoyas, El Tragoncillo, El Entandao, La Casa el Alto, La Dehesa, Los Arcabuces, La Horca, Las Arenas, Navajo de Carrascosa. Fuentes y pozos importantes salpican también el término: Fuente Nueva, Fuente Vieja, La Canaleja, Fuente del Manzano, Las Caras, La Membrillera, Pozos de la Guijuela, Las Cañaillas, Pozo Tío Agustín, Pozo Moto, Pozo Ciervo, Pozo el Soto, Pozo del Pino Carro.
Villanueva de Alcorón tiene un clima Csb  (templado con verano seco y templado) según la clasificación climática de Köppen.
| Parámetros climáticos promedio de Villanueva de Alcorón en el periodo 1961-1979 | Parámetros climáticos promedio de Villanueva de Alcorón en el periodo 1961-1979 | Parámetros climáticos promedio de Villanueva de Alcorón en el periodo 1961-1979 | Parámetros climáticos promedio de Villanueva de Alcorón en el periodo 1961-1979 | Parámetros climáticos promedio de Villanueva de Alcorón en el periodo 1961-1979 | Parámetros climáticos promedio de Villanueva de Alcorón en el periodo 1961-1979 | Parámetros climáticos promedio de Villanueva de Alcorón en el periodo 1961-1979 | Parámetros climáticos promedio de Villanueva de Alcorón en el periodo 1961-1979 | Parámetros climáticos promedio de Villanueva de Alcorón en el periodo 1961-1979 | Parámetros climáticos promedio de Villanueva de Alcorón en el periodo 1961-1979 | Parámetros climáticos promedio de Villanueva de Alcorón en el periodo 1961-1979 | Parámetros climáticos promedio de Villanueva de Alcorón en el periodo 1961-1979 | Parámetros climáticos promedio de Villanueva de Alcorón en el periodo 1961-1979 | Parámetros climáticos promedio de Villanueva de Alcorón en el periodo 1961-1979 |
| Mes | Ene.                                                                            | Feb.                                                                            | Mar.                                                                            | Abr.                                                                            | May.                                                                            | Jun.                                                                            | Jul.                                                                            | Ago.                                                                            | Sep.                                                                            | Oct.                                                                            | Nov.                                                                            | Dic.                                                                            | Anual                                                                           |
| --- | ------------------------------------------------------------------------------- | ------------------------------------------------------------------------------- | ------------------------------------------------------------------------------- | ------------------------------------------------------------------------------- | ------------------------------------------------------------------------------- | ------------------------------------------------------------------------------- | ------------------------------------------------------------------------------- | ------------------------------------------------------------------------------- | ------------------------------------------------------------------------------- | ------------------------------------------------------------------------------- | ------------------------------------------------------------------------------- | ------------------------------------------------------------------------------- | ------------------------------------------------------------------------------- |
| Temp. media (°C) | 1.30                                                                            | 2.20                                                                            | 3.90                                                                            | 7.10                                                                            | 11.40                                                                           | 15.30                                                                           | 20.00                                                                           | 19.80                                                                           | 16.00                                                                           | 10.00                                                                           | 4.30                                                                            | 1.40                                                                            | 10.30                                                                           |
| Precipitación total (mm) | 108.40                                                                          | 115.10                                                                          | 80.30                                                                           | 84.10                                                                           | 88.80                                                                           | 70.70                                                                           | 23.20                                                                           | 17.70                                                                           | 61.30                                                                           | 62.80                                                                           | 113.60                                                                          | 92.30                                                                           | 918.30                                                                          |
| Fuente: Ministerio de Agricultura, Alimentación y Medio Ambiente. Datos de precipitación para el periodo 1961-1978 y de temperatura para el periodo 1961-1979 en Alcantud 3 de octubre de 2012 |                                                                                 |                                                                                 |                                                                                 |                                                                                 |                                                                                 |                                                                                 |                                                                                 |                                                                                 |                                                                                 |                                                                                 |                                                                                 |                                                                                 |                                                                                 |

## Historia
En el municipio se encuentra el castro celtíbero de la Hoya del Villar, que se abandona en el siglo V a.c.; constituyéndose distintos poblados, en la línea que marca el Arrollo de Villanueva y la comunicación de Ercávica, Alcantud, Carae (Zaorejas), Molina, Zaragoza.
Aparecen restos de acampadas invernales romanas y pequeñas villa romana. Sigue activo el tránsito desde Peña Escrita (estrecho de Toriles) al Acueducto y Arco de Triunfo de Zaorejas.
Éste paso es utilizado por Abderraman III en el 935,a su vuelta, con su ejército, de poner bajo su control a Zaragoza y aquí al señor de la guerra. Hicieron noche, en la acampada Al-Aybul ( El Monte), en el paraje La Plazuela de los Moros, en Zaorejas....y la siguiente etapa era Alcantud.
Alcorón (Las Cumbres); era el territorio que comprendía Peñalén (Torre Alcorón), Zaorejas, Armallones y lo que luego fue Villanueva. Fue conquistada por francos y Navarros, en 1129, bajo la dirección de Alfonso I, rey de Aragón y Navarra. Éstos se hicieron fuertes en los Casares de García Ramírez, actualmente en el límite de Carrascosa de la Sierra, Villanueva de Alcorón y El Pozuelo.  Eran los restos de una acampada invernal, romana.
En el "Becerro" de 1553, lo que conocemos como los Villares, se le nombra como El Villar del Navarro. García Ramírez, fue nombrado Rey de Pamplona en 1134, al morir Alfonso I. Una de sus hijas, casada con el II Señor de Molina, dona la heredad de los Casares de García Ramírez al monasterio de Santa María de la Huerta.
Los navarros, llaman a éste término Foios Rotundus; Hoyos Redondos, en aquel tiempo Redondo tiene el significado de "autoabastecimiento", y Hoyos y Hoyas hay unas cuantas....
Alfonso VII, hijastro de Alfonso I, con los acuerdos de García Ramírez, cogobiernan éste territorio hasta que Alfonso VIII en 1177 conquista Cuenca. Salen tropas desde 1171 de esta zona, para ello.
En  1185, Alfonso VIII, dona y nombra, Villanueva a la Orden de Santiago, también el control del paso de Valtablao del Río, para control y repoblación.
En 1201, tras luchas entre los caballeros e Hijosdalgo de Cuenca y los Caballeros de Santiago, Alfonso VIII, dona Villanueva al Concejo de Cuenca. Integra y llega a liderar la Sexma de la Sierra.
Hacia mediados del siglo XIX, la villa tenía contabilizada una población de 472 habitantes. Aparece descrita en el decimosexto volumen del Diccionario geográfico-estadístico-histórico de España y sus posesiones de Ultramar de Pascual Madoz de la siguiente manera:

VILLANUEVA DE ALCORON: v. con ayunt. en la prov. de Guadalajara (14 leg.), part. jud. de Cifuentes (6), aud. terr. de Madrid (24), dióc. de Cuenca (12). sit. en una de las cumbres de la sierra de Cuenca, con libre ventilacion y clima frio: tiene 125 casas; la consistorial con cárcel; escuela de instruccion primaria, á cargo de un maestro dotado con 1,100 rs.; una fuente de buenas aguas; una igl. parr. (San Miguel Arcángel) servida por un cura y un sacristan: confina el térm. con los de Armallones, Peñalen, Pozuelo, Arbeleta y el Recuenco: el terreno que participa de arcilloso y arenisco, es de mediana calidad, tiene buenos montes de pino albar, encina y roble. caminos: los locales. correo: se recibe y despacha en Guadalajaia. prod.: trigo tranquillon, cebada, avena, alguna legumbre, maderas de construccion, leñas de combustible y buenos pastos con los que se mantiene ganado lanar, cabrio, vacuno, mular y asnal; abunda la caza mayor y menor. ind.: la agricola, y la estraccion de pez, resina, aguarrás, trementina, incienso y aceite de enebro, á lo que se prestan sus buenos montes que tambien proporcionan escelentes maderas de construccion: comercio: esportacion de los productos de la ind. é importacion de los art. que faltan. pobl.: 105 vec., 472 alm. cap. prod.. 2.450,000 rs. imp.: 147,000. contr.: 8,380.
(Madoz, 1850, pp. 199-200)

## Demografía
Villanueva de Alcorón cuenta con una población de 148 habitantes (INE 2024).
| Gráfica de evolución demográfica de Villanueva de Alcorón entre 1842 y 2021                                         |
| |
| Población de derecho según los censos de población del INE Población de hecho según los censos de población del INE |

## Transporte y comunicaciones
Red viaria
Dentro de la red de carreteras, Villanueva de Alcorón cuenta con las siguientes conexiones:
| Identificador | Denominación         | Itinerario                              |
| ------------- | -------------------- | --------------------------------------- |
| CM-2015       | Carretera Autonómica | Alcocer - Villanueva de Alcorón - N-211 |
| CM-2101       | Carretera Autonómica | CM-2015 - CM-210                        |
| GU-978        | Carretera provincial | Villanueva de Alcorón - Armallones      |

## Economía
Junto al pueblo están las instalaciones industriales de la empresa CAOSIL que trata el mineral de caolín que se extrae en las minas de los pueblos de alrededor. Huella de esta industria son las arenas de caolín que rodean al pueblo, en las cuales se crean estanques de borra, y también el Pozo del Soto una laguna de gran profundidad surgida accidentalmente al extraer mineral en un área muy próxima a una acuífero que inundó la mina, actualmente de ahí se extrae el agua necesaria para uso industrial.
También es importante la actividad forestal de la zona tanto la silvicultura como la protección de los propios bosques que proporciona ingresos a algunos de sus habitantes. También se extraen en el municipio losas y piedra que luego es utilizada para adornar fachadas y jardines de los chalets de la capital Guadalajareña y sus alrededores.
Para agosto de 2025, está previsto que la empresa Green Oil 24h reabra la gasolinera que estaba cerrada desde 2004. 

## Juegos populares
- El cuerno.
- Tiro del barrón. Juego popular que se pasa en una barra de metal bastante pesada acabada en punta en un extremo y en filo por la otra. Consiste en lanzar más lejos que tus rivales siendo un juego individual. Para que el lanzamiento sea considerado válido no puede dar la barra vueltas en el aire manteniendo por tanto la posición vertical y haciendo marca en el suelo con el extremo acabado en punta, pues la posición para el lanzamiento es también con la barra vertical con el extremo de filo ala parte de arriba y el puntiagudo abajo, moviendo el brazo y el cuerpo describiendo arcos para lanzarlo adecuadamente. Se coloca un hito en el suelo con el lanzamiento más avanzado.
- Chueca.[12] Juego popular que se basa en una chueca (palo corto afilado por las dos puntas) y una estornija (palo largo que se utiliza para golpear la chueca), también se usan telas o mandiles para tratar de atrapar la chueca al vuelo. El juego consiste en dos equipos participantes uno tratando de lanzar la chueca lo más lejos posible de la base y el otro tratando de evitarlo eliminando a cada uno de los lanzadores para pasar así ala posición de lanzadores y poder empezar a anotar puntos. Los puntos son calculados a ojo según la lejanía a la que esta la chueca de la base. Para efectuar el lanzamiento la chueca se encuentra inicialmente en el suelo teniendo que realizar dos golpes el primero para elevarla desde el suelo y el segundo para empalmarla al vuelo y así lanzarla lo más lejos posible. En caso de que el lanzamiento sea interceptado por una de las telas del equipo contrario el lanzador queda eliminado, también son faltas el "rastón" (golpear el suelo con la estornija), la vainica (dar al aire con la estornija sin golpear la chueca), que golpee tu cuerpo o el del rival.. existiendo abundante terminología para este juego, que según nuestra información solo se juega además de en Villanueva de Alcorón en la localidad de Armallones.
- Carrera de la paletilla. Carrera eliminatoria en que una pareja trata de tocar el primero la paletilla sostenida al final del recorrido por quien determina quien ha llegado primero de los dos y por tanto el que pasara a la siguiente ronda, el que vence en la final se lleva la paletilla.

## Naturaleza
En las inmediaciones de Villanueva se encuentra el Parque Natural del Alto Tajo 